# 宮井洞
宮井洞（きゅうせいどう、クンジョンドン）は、ソウル特別市鐘路区にある法定洞である。行政洞の清雲孝子洞の管轄。北には清雲洞、東には世宗路、南には孝子洞、西には新橋洞と接している。

## 洞名の由来
宮井という地名は毓祥宮洞と温井洞の名前から由来する。

## 歴史
朝鮮初期に漢城府北部順化坊に属して、1914年4月、行政区域統廃合により、北部順化坊毓祥宮洞、東谷、温井洞、新橋洞、朴井洞などの各一部を統合して宮井洞になった。
1936年4月、洞名が日本式地名に変更されることにより宮井町になり、1943年4月、区制実施で鐘路区宮井町になった。1946年、大日本帝国の残滓清算の一環として、町が洞に変わる際、宮井洞になった。法定洞である宮井洞は行政洞の清雲孝子洞の管轄にある。
磨石（맷돌바위）、大隠岩（대은암 / 大隱巖）、屛風岩（병풍바위 / 屛風바위）、東ゴル（동골 / 東골）、パグムルコル（박우물골）、毓祥宮ゴル（육상궁골 / 毓祥宮골）、八道ベミ（팔도배미 / 八道배미）などの旧地名がある。골は「洞」の固有語であり、배미は田の区画を数える単位である。東ゴルは毓祥宮の東にあることから、パグムルコルは朴・博（박）と井（우물）が、毓祥宮ゴルは毓祥宮があることから名称が由来して、八道ベミは王が直接農を営んだ所で、現在は住宅街になった。

## 名所
公共機関は清雲孝子洞住民センター、ローマ教皇庁大使館などがある。遺跡は宮井洞七宮があり、文化財は毓祥宮（史跡149）がある。憩いの場は無窮花東山（무궁화동산 / 無窮花東山）があり、1993年7月に開園して、面積は3200坪である。